# Габбазов, Саит Файзрахманович
Саит Файзрахманович Габбазов (Габбасов) (1925—2007) — советский работник сельского хозяйства, Герой Социалистического Труда.

## Биография
Родился 13 сентября (по другим данным 8 сентября) 1925 года в селе Утямишево Тетюшского района Татарской АССР.
После школы некоторое время работал в колхозе. С января 1943 года по август 1949 года служил в Красной армии, участвовал в Великой Отечественной войне. Домой вернулся с боевыми наградами и стал учиться на курсах механизаторов, окончил училище в Утямишево (ныне профессиональное училище № 74).
После окончания курсов работал в колхозе «Алга» трактористом, потом возглавил тракторную бригаду. Уделяя большое внимание агротехнике, уже в первый год IX пятилетки (1971—1975) бригада получила по 25 центнеров зерна с гектара, ранее нормой была урожайность в 12-13 центнеров. Коллектив Габбазова был удостоен бронзовой, а затем и золотой медали ВДНХ СССР.
С. Ф. Габбазов занимался общественной деятельностью, участвовал в общественной жизни колхоза и района, был делегатом XXV съезда КПСС.
После выхода на пенсию находился на пенсии. Умер в 2007 году.

## Награды
- В 1973 году С. Ф. Габбазову было присвоено звание Героя Социалистического Труда с вручением ордена Ленина.
- Также был награждён орденом Октябрьской Революции и многими медалями.

## Память
- Именем Героя названа одна из улиц родного села Утямишево.